# Rorgon II du Maine
Rorgon II du Maine, mort en 865, fut comte du Maine de 853 à 865. Il était de la famille des Rorgonides, fils de Rorgon Ier du Maine et Bichilde. 
Il était trop jeune à la mort de son père pour assumer le gouvernement du comté du Maine qui fut confié à son oncle Gauzbert. Ce dernier fut exécuté en 853 et Rorgon lui succéda. 
En 856, Charles le Chauve constitua le duché du Mans pour son fils Louis et nomma Rorgon pour le diriger. La constitution de ce duché alluma des inquiétudes parmi la noblesse locale, menée par Robert le Fort, allant même jusqu'à la révolte et Charles le Chauve, constatant également l'incapacité de son fils à contenir les Bretons et les Normands, révoqua le duché. Louis se révolta à son tour en 861, soutenu par Rorgon. Les révoltés furent vaincus, mais Charles le Chauve leur accorda son pardon.
Rorgon fut tué quelque temps plus tard par les Normands. N'ayant pas d'enfants, ce fut son frère Gauzfrid qui lui succéda.